# Ethusina taiwanensis
Ethusina taiwanensis is een krabbensoort uit de familie van de Ethusidae. De wetenschappelijke naam van de soort is voor het eerst geldig gepubliceerd in 2003 door Ng & Ho.